# Kolinda Grabar-Kitarović
Kolinda Grabar-Kitarović (Rijeka, 29. travnja 1968.) hrvatska je političarka i diplomatkinja, predsjednica Republike Hrvatske od 2015. do 2020. godine te ministrica vanjskih poslova i europskih integracija Republike Hrvatske od 2005. do početka 2008. godine.
Od 2008. do 2011. bila je na dužnosti veleposlanice Republike Hrvatske u Sjedinjenim Američkim Državama. Od srpnja 2011. bila je pomoćnica glavnog tajnika NATO-a za javnu diplomaciju. U drugom krugu predsjedničkih izbora 11. siječnja 2015. izabrana je za predsjednicu Republike Hrvatske. Na Trgu sv. Marka u Zagrebu svečano je 15. veljače prisegnula za prvu hrvatsku predsjednicu, a 19. veljače u ponoć preuzela predsjedničku dužnost od svoga prethodnika Ive Josipovića.
Nakon prestanka predsjedničkog mandata 2020. godine, izabrana je iste godine za članicu Međunarodnog olimpijskog odbora.

## Životopis

### Obitelj i djetinjstvo
I po očevoj i po majčinoj strani Kolinda Grabar je s Grobinšćine. Ljubomir i Marija, djed i baka po očevoj strani, potječu iz Martinova Sela pokraj Rječine. Oni su, kao i Kolindin otac Branko, bili apolitični. Međutim, djed po majčinoj strani, Viktor Matejčić iz Jelenja, bio je član Hrvatske seljačke stranke. Nakon "Krvave nedjelje" 12. srpnja 1942., u kojoj su talijanski vojnici u Podhumu na Grobničkom polju strijeljali 108 muškaraca, a djecu i žene odveli su u logore, priključio se antifašističkom pokretu. U borbama s Nijemcima za Rijeku, u proljeće 1945., tijekom osvajanja vojarne sv. Katarina teško je ranjen. Umro je kao šezdesetogodišnjak od posljedica ranjavanja. Njegovu ženu, Ivanku Matejčić, rodom iz starog grada Grobnika, spasio je svećenik od strijeljanja pa je završila u logoru u Trstu. Kitarović je za svoj životopis u Večernjem listu istaknula kako su majčini roditelji, iako sudionici narodnooslobodilačkog pokreta, bili protivnici komunizma i praktični katolici, te da su je odgajali kao domoljubi i poznavatelji hrvatske povijesti.
Rođena je u Rijeci 1968. kao prvo dijete obitelji Branka i Dubravke Grabar. Ime je dobila prema pjesmi Zdenke Vučković Colinda iz 1967. godine, koju je njezin otac Branko često pjevao. U vrijeme rođenja, Kolindini roditelji živjeli su u selu Lubarska pokraj Martinova Sela na Rječini, gdje je Kolinda provela najranije djetinjstvo, nakon čega se obitelj zbog očeva posla seli u Grobnik. Otac Branko bio je mesar, a majka Dubravka mu je pomagala i vodila kućanstvo. Kako su puno radili, Kolinda im je odmalena pomagala te je, kao jedina djevojčica u selu, igrala nogomet u mjesnom klubu. Kolindin primjer slijedio je i njezin mlađi brat Branko, koji je pomagao ocu u mesnici sve do njezina zatvaranja.
Niže razrede osnovne škole pohađala je u Jelenju, a više razrede u Dražicama. Kako je otac bio lovac, odmalena je s njim išla u lov. Voljela je ići u šumu i promatrati životinje. Otac ju je učio pratiti trag divljih životinja, a kad je odrasla, i pucati iz lovačke puške. S druge strane, majka Dubravka je jako držala do obrazovanja, jer je sama pohađala samo osnovnu školu. Kolinda je kao osnovnoškolka voljela čitati, te je u školskoj knjižnici pročitala sve knjige. Zahvaljujući čitanju usvojila je hrvatski književni standardni jezik, kojim je tada rijetko tko govorio na Grobinšćini. U djetinjstvu je maštala postati stjuardesa ili prevoditeljica. Najdraži ljubimac bio joj je janje.

### Srednja škola
Osnovnu školu završla je s odličnim prosjekom te je, kako je i sama rekla, htjela "ići u najbolju i najtežu srednju školu". Ta škola bio je Centar za kadrove i obrazovanje u kulturi, danas Prva riječka hrvatska gimnazija. U riječkoj gimnaziji suočila se s predrasudama. Budući da je došla iz Grobnika, kao i sva ostala djeca iz goranskih sela bila je diskriminirana, posebno zbog čakavštine, iako je ona govorila književnim jezikom. U svom životopisu za Večernji list opisala je jedan slučaj diskriminacije na vlastitoj koži: 
U trećem razredu gimnazije saznala je za mogućnost školske razmjene sa SAD-om. Stoga se počela pripremati kako bi, u slučaju razmjene, četvrti razred srednje škole završila tamo - izvadila si je vizu, kupila zrakoplovnu kartu i riješila ostale formalnosti. Kao sedamnaestogodišnjakinja otputovala je u gradić Los Alamos, gdje je u mjesnoj srednjoj školi završila četvrti razred. Godinu dana bila smještena kod obitelji visokoobrazovanih Amerikanaca, kemičarke i nuklearnog fizičara koji su imali kćer njezine dobi. Unatoč vlastitim strahovima, učenici su je brzo prihvatili. Kasnije je izjavila kako joj se američki obrazovni sustav više svidio, jer su ju učitelji poticali na kreativnost i izražavanje vlastitog mišljenja, za razliku od riječke gimnazije u kojoj se inzistiralo na usvajanju podataka.
Čim je krenula u školu, pohađala je satove daktilografije, kako bi izbjegla zatipke koje je znala činiti u esejima. Pohađala je i nastavu američke povijesti, kako bi na diplomi imala otisnut “zlatni pečatić“ koji je otvarao mogućnost studija u Americi. Satove europske povijesti uzela je jer ju je, dolazeći iz komunističke zemlje, željela uvidjeti "iz američkog kuta". Također, morala je uzeti satove tjelesnog odgoja, jer u Hrvatskoj nije imala dovoljno sati iz tog predmeta. Od izbornih predmeta Kolinda je uzela i mehaniku, koja se učila tako da su učenici s nastavnikom rastavljali i sastavljali, popravljali motore u starim automobilima.

### Povratak u Hrvatsku
Nakon mature u SAD-u, vraća se u rodnu Hrvatsku, točnije Zagreb, gdje upisuje engleski i španjolski jezik na Filozofskom fakultetu. Diplomirala je 1993. godine. Godine 2000. stekla je titulu magistra znanosti po završetku dvogodišnjeg poslijediplomskog studija iz međunarodnih odnosa na Fakultetu političkih znanosti Sveučilišta u Zagrebu (teza o američko-sovjetskim odnosima u doba Reaganove administracije i završetku hladnoga rata).
Nakon što je bila članicom Trilateralne komisije koju je osnovao David Rockefeller i u koju su učlanjeni brojni vrlo utjecajni ljudi iz svijeta politike i biznisa, po stupanju na dužnost Predsjednice Republike Hrvatske ona je odstupila iz mjesta u toj komisiji - kako je i uobičajeno za članove koji stupaju na javne dužnosti.
Aktivno govori engleski, španjolski i portugalski, a pasivno njemački, talijanski i francuski.

## Politička karijera
Svoju profesionalnu karijeru započela je u Ministarstvu znanosti i tehnologije, da bi se 1993. godine zaposlila u Ministarstvu vanjskih poslova, gdje je najprije radila kao savjetnica u Uredu zamjenika ministra, a potom kao načelnica odjela za Sjevernu Ameriku. Godine 1997. odlazi u Veleposlanstvo RH u Kanadi, prvo kao diplomatski savjetnik, a zatim kao ministar savjetnik. Na parlamentarnim izborima 2003. godine izabrana je za zastupnicu u Hrvatskom saboru. Dne 23. prosinca 2003. godine imenovana je ministricom europskih integracija. Dne 18. siječnja 2005. godine postaje voditeljica Državnog izaslanstva za pregovore o pristupanju Europskoj uniji (pregovarački tim). Spajanjem Ministarstva vanjskih poslova i Ministarstva europskih integracija imenovana je ministricom vanjskih poslova i europskih integracija. Na dužnosti ministrice ostala je do 12. siječnja 2008. godine. Za vrijeme njezinog mandata Republika Hrvatska započela je pregovore za članstvo u EU.

## Predsjednički izbori 2014./2015.
Kolinda Grabar-Kitarović službeno je 12. lipnja 2014. postala kandidatkinja HDZ-a za predsjednicu Hrvatske na predsjedničkim izborima. Odluka je donijeta u Vukovaru nakon održane sjednice Predsjedništva HDZ-a i na njihov prijedlog što je Nacionalno vijeće jednoglasno usvojilo. Svoj izborni program naziva "Za bolju Hrvatsku" Grabar-Kitarović je predstavila 11. studenoga 2014. godine.
Predsjedničku kandidatkinju Kolindu Grabar-Kitarović na predsjedničkim izborima 2014./2015. podržali su Hrvatska demokratska zajednica - HDZ, Hrvatska seljačka stranka - HSS, Hrvatska stranka prava dr. Ante Starčević - HSP AS, Blok umirovljenici zajedno - BUZ, Hrvatska demokršćanska stranka - HDS, Zagorska demokratska stranka - ZDS, Hrvatska socijalno-liberalna stranka - HSLS, Hrast – Pokret za uspješnu Hrvatsku.

## Inauguracija
Ceremonija svečanog polaganja prisege i inauguracija novoizabrane predsjednice Kolinde Grabar-Kitarović održala se u nedjelju, 15. veljače 2015. Iako joj je predsjednički mandat započeo 19. veljače, do pomicanja vremena održavanja ceremonije došlo je, između ostalog, jer je američki predsjednik Barack Obama najavio za 18. veljače održavanje globalnog summita o borbi protiv nasilnog ekstremizma u Washingtonu, na kojem se očekuje velik broj stranih šefova država i vlada.

## Mandat

### Prvih 100 dana
Nakon polaganja svečane prisege i inauguracije, Kolinda je razmišljala o premještanju ureda predsjednice u vilu Pongratz u Visoku ulicu u Zagrebu, gdje je bio ured na početku mandata Franje Tuđmana. Iako se smatralo da će rezidencija u Visokoj donijeti uštedu proračunu, ispostavilo se da zbog prometa i slijepe ulice vila ne odgovara razini sigurnosti niti realizaciji protokolarnih aktivnosti predsjednika države. Na kraju je ipak odlučeno da će ured predsjednice RH ostati na Pantovčaku. 19. veljače 2015. Kolinda je posjetila hrvatske branitelje na prosvjedu u Svakoj 66, te se nakon primanja buketa cvijeća i darova uz radost i skandiranje branitelja obratila i riječima:
 Nakon zajedničkog druženja, Kolinda je zapalila svijeću kod spomenika Nevenki Topalušić, koja je preminula tijekom prvih dana prosvjeda. Nevenka je inače bila aktivna sudionica Domovinskog rata, članica 2. gadrsijke brigade "Gromovi", koja je nakon rata ostala stopostotni invalid. Smatra se da je preminula zbog pada iz invalidskih kolica, nakon čega je počela otežano disati, što je dovelo do smrti samo sat vremena poslije.
Dana 23. veljače predsjednica je u svom uredu primila predsjednika Parlamenta Gruzije Davida Usupashvilija, a tijekom posjeta potvrđeno je obostrano prijateljstvo i ekonomska suradnja dviju zemalja. Predsjednica Republike Hrvatske založila se i za jačanje političkih kontakata i susreta te ponovila predanost Hrvatske suverenosti i teritorijalnoj cjelovitosti Gruzije. S druge strane predsjednik Parlamenta Gruzije Usupashvili zahvalio je predsjednici Grabar-Kitarović na njezinoj podršci Gruziji i svemu što je učinila dok je bila na funkciji pomoćnice glavnog tajnika NATO-a. Osim političkih, Kolinda se založila za gospodarsku suradnju na prostorima energetike, turizma i prehrambene industrije.
26. veljače 2015. Kolinda je u svoj ured primila predstavnike Udruge „Blokirani", koji su naglasili kako je ovo prvi put da imaju priliku o svojim problemima govoriti pred institucijom političkog sustava. Predstavnici udruge su se zahvalili na ispunjenju svog predizbornog obećanja kroz detaljno izrađen i upućen Zahtjev za ocjenom ustavnosti Ovršnog zakona. Nakon posjeta predsjednica je formirala stručni tim, koji se satojao od nekoliko savjetnika, predstavnika Udruge Blokirani i još nekih zainteresiranih udruga građana koji se bave ovom problematikom, kako bi pronašli rješenje za rješavnje problema "dužničkog ropstva". Istoga dana predsjednica je primila dr. Ljubu Jurčića, dr. Damira Novotnyja dr. Gustu Santinija te Zdeslava Šantića s kojima je razgovarala o gospodarskom stanju Hrvatske, izazovima i mogućim rješenjima izlaska iz krize te rasta domaćeg gospodarstva. Sljedeći dan, uputila je prijedlog Zoranu Milanoviću da se zakonom uvede moratorij na ovrhe nad jedinom nekretninom ovršenika.
Prvoga dana ožujka Kolinda se sastala sa slovenskim predsjednikom Borutom Pahorom na neformalnom radnom ručku u Otočcu ob Krki. Prilikom susreta razgovaralo se o nizu zajedničkih tema u okviru hrvatsko-slovenskog prijateljstva te zajedničke suradnje unutar Europske unije i NATO-a. Dodatni naglasak stavljen je na inicijative i suradnju na prostoru Jugoistočne Europe.
Svoj prvi službeni posjet dogovorila je u Bosnu i Hercegovinu, gdje je u utorak 3. ožujka 2015. doputovala u Sarajevo u službeni posjet Bosni i Hercegovini, prvi njezin takav put u inozemstvo otkako je na dužnosti. Posjet je započela sastankom s trojnim Predsjedništvom u Sarajevu, predsjedateljem Mladenom Ivanićem i članovima Draganom Čovićem i Bakirom Izetbegovićem, dok je popodne razgovarala s članovima kolegija obaju domova parlamenta BiH i s predsjedateljem Vijeća ministara BiH Vjekoslavom Bevandom. Prilikom konferencije za novinare tijekom posjeta izjavila je: 
 Nakon posjeta mnogi analitičari su se složili kako je posjet BIH bila dobra i promišljana odluka predsjednice Kolinde Grabar-Kitarović. Vlatko Crvtila i Nino Raspudić zaključili su kako je pohvalno što je predsjednica za svoj prvi inozemni posjet odabrala Bosnu i Hercegovinu jer je time pokazala koliko je ta zemlja važna hrvatskoj vanjskoj politici i njoj osobno. 4. ožujka Kolinda je, kao vrhovnih zapovjednica Hrvatske vojske, svečano ispratila 2. kontigent hrvatske vojske za Afganistan, u kojem se nalazio 81 hrvatski vojnik, zajedno s kolegama vojnicima iz Crne Gore, Albanije, BIH i Makedonije pod zapovjedništvom brigadira Stanka Paradžikovića. U sklopu tematske rasprave, koja se održala 6. veljače u prostorijama organizacije UN-a, hrvatska predsjednica susrela se s glavnim tajnikom UN-a Ban Ki-moonom te s predsjednikom Opće skupštine UN-a Samom Kutesom. Sastanci su održani uoči Tematske rasprave na visokoj razini o jačanju jednakosti spolova te osnaživanju položaja žena i djevojčica za transformacijsku razvojnu agendu za razdoblje poslije 2015. godine. Navedena Tematska rasprava održala se prigodom obilježavanja Međunarodnog dana žena te 20. obljetnice od usvajanja Pekinške deklaracije i Platforme za djelovanje. Grabar-Kitarović je na otvaranju Tematske rasprave, u svom govoru istaknula značajni napredak koji je postignut u promicanju jednakosti spolova te dodala kako usprkos svim postignućima to ostaje izazov. Dva dana nakon završetka Tematske rasprave Kolinda je obišla muzej moderne umjetnosti MoMA i posjetila Hrvatsku župu Sv.Ćirila i Metoda i Sv.Rafaela gdje je nakon svete mise provela vrijeme u razgovoru i druženju sa župljanima. Tijekom posjeta SAD-u Kolinda se susrela s nekadašnjim predsjednikom SAD-a Billom Clintonom, dok je fotografija na kojoj se rukuju Clinton i Grabar-Kitarović izazvala pomutnju na Facebooku, te su mnogi sliku komenitrali:"Hvala bogu da ima naših političara koji pričaju engleski. Pipl mast trast as".
Nakon povratka iz SAD-a predsjednica je u svom uredu primila šefove diplomatskih misija i međunarodnih organizacija akreditiranih u Republici Hrvatskoj, sa željom da Hrvatska izgradi i učvrsti stara prijateljstva diljem svijeta, te da je pomoć diplomata vrlo velika u ostvarivanju toga važnog cilja. Predsjednica je istaknula i na jačanju unutareuropskih diplomatskih odnosa na relacijama Jadran-Baltik i država Sredozemlja i pomoći pri stvaraju jače i kvalitetnije unutareuropske diplomatske mreže. Susret Predsjednice s guvernerom Borisom Vujčićem 11. ožujka iskorišten je za razgovor o stanju i stabilnosti financijskog sustava države, kao i utjecaju mjera monetarne politike na gospodarstvo. Razmotreni su stavovi o kreditima u švicarskim francima, te eventualnim mogućnostima državne intervencije. Istoga dana primila Kolinda je u svoj ured primila prvog potpredsjednika vlade i ministra vanjskih poslova Srbije Ivicu Dačića, a tijekom susreta je potvrđena obostrana spremnost na nastavak rješavanja otvorenih pitanja, posebice pitanja nestalih, položaja manjina i razgraničenja, u duhu dobrosusjedstva, jačanja suradnje i poticanja boljitka građana obje države te perspektive zajedničke europske budućnosti. Osim Dačića i Vujčića, Grabar Kitarović je primila i azerbajdžanskog ministra obrane generala zbora Zakira Hasanova, a tijekom razgovora sugovornici su se složili da su odnosi Hrvatske i Azerbajdžana primjer dobrih odnosa te uspješne gospodarske suradnje, ali i na području obrane kroz programe školovanja, izobrazbe i obuke te da je od obostranog interesa daljnja nadgradnja te suradnje. U razgovoru je istaknuto i da su stabilnost i mir u području Zakavkazja u interesu ne samo država koje se nalaze na tom prostoru, nego Europe i Euroazije u cjelini te da sve prijepore treba rješavati na miran način i dijalogom. Predsjednica je i posjetila Mantinjadu, tradicionalnu folklornu manifestaciju gdje se glazbom, zborskim i klapskim pjevanjem, zvukom istarskih sopela i čakavskim stihovima predstavlja bogatstvo glazbene i jezične čakavske baštine. Za svoj drugi službeni diplomatski posjet Kolinda je najavila jednodnevni posjet Njemačkoj u utorak 17. ožujka, a osim hrvatskih posjet je bio i glavna tema njemačkih medija. Nakon što je ujutro vlakom doputovala u Berlin, Kolinda se sastala njemačkim predsjednikom Joachimom Gauckom i kancelarkom Angelom Merkel. S predsjednikom Gauckom razgovarala je o gospodarskoj, trgovačkoj, kulturnoj i turističkoj suradnji, a s kancelarkom Merkel o mogućnostima jačanja hrvatsko-njemačke suradnje, posebice na području gospodarstva i znanosti.
 Poslije susreta s Gauckom, s kojim je razgovarala i na radnom ručku, Grabar-Kitarović sastala s kancelarkom Angelom Merkel. U skladu s protokolom, budući je njezin domaćin bio njezin njemački kolega Gauck, nakon susreta s Merkel nisu bile predviđene izjave za novinare. Kancelarkin ured međutim unaprijed je priopćio da su teme razgovora dviju političarki bilateralni odnosi i teme vezane za Europsku uniju, kao i pitanja zbivanja u Jugoistočnoj Europi. Kolinda je već dan prije u razgovor za DW objasnila kako je najveći problem Hrvatske u odnosu s njemačkom slučaj "Lex Perković", koji je rezultiran loše vođenom politikom premijera Zorana milanovića i ministrice vanjskih i europskih poslova Vesne Pusić, radi ćega je odgođen ulazak Hrvatske u Schengensku zonu.

### Izbjeglička kriza i izbori
Dana 15. lipnja u službeni posjet je primila i rumunjskog predsjednika Klausa Wernera Iohannisa. Tijekom posjeta istaknuli su važnost bolje energetske i prometne povezanosti Zagreba i Bukurešta, posebice na području Dunava i dunavskog koridora koji Hrvatska još uvijek nije dovoljno iskoristila kao međunarodni prometni pravac. Predsjednica je istaknula želju i namjeru za osnaživanjem trilaterale između Hrvatske, Mađarske i Rumunjske kao i uspravnice Jadran-Baltik. Kao projekte od zajedničkog interesa Predsjednica je navela LNG terminal na Krku, kao i projekte obnove hidroelektrana i prometne infrastrukture te suradnju u području IT-a i modernih tehnologija. Oboje predsjednika istaknulo je važnost borbe protiv korupcije i organiziranog kriminala te daljnjeg usklađivanja s europskim pravosuđem, posebice u kontekstu ispunjavanja kriterija za Schengen. Kao jedan od izazova koje Hrvatska i Rumunjska dijele navedena je i reforma obrazovnog sustava koji ne prati potrebe tržišta. 14. srpnja sudjelovala je u ribolovu s ribarima u Kornatskom akvatoriju, kako bi se upoznala s problemima i poteškoćama s kojima se hrvatski ribari svakodnevno suočavaju, od kojih je najviše istaknula sporu administraciju i probleme s resornim ministarstvom u vezi reguliranja prava ribara i njihova statusa. Na svojoj Facebook stranici napisala je kako je bila zadvoljna viuz rečenicu:"Ovo je bogatstvo hrvatskog mora!" 29. rujna, na poziv predsjednika SAD-a Baracka Obame, sudjelovala je na prijemu za šefove država i vlada. Za vrijeme posjeta, premijer Zoran Milanović optužio ju je da je u New York "otišla u šoping", iako je Služba za odnose s javnošću Ureda predsjednika Vlade objavila da su Milanović i Grabar-Kitarović telefonski razgovarali o datumu izbora na njezinu inicijativu. Nakon što je u srpnju 2015. Mađarska podignula ogradu od bodljikave žice i zatvorila granicu sa Srbijom, u svega tjedan dana u Hrvatsku je ušlo više od 21.000 migranata, a do 22. rujna se ta brojka povećala na 39.000 migranata, do kojih je 32.000 napustilo zemlju i ušlo u Sloveniju. Zbog toga je imenovala Andriju Hebranga savjetnikom za pitanje izbjegličke krize, a tom prilikom je naglasila kako je potrebno postaviti hrvatsku vojsku na granice. 1. listopada susrela se s mađarskim premijerom Orbanom, kako bi razmotrili i donijeli odredbu o rješenju pitanja izbjegličke krize. Nakon susreta u izjavi za novinare je i istaknula: 
 U svom obraćanju naciji, 5. listopada objavila je da će Izbori za Hrvatski parlament 2015. održati 8. studenog, a pritom je biračima poručila:
| „ | Toga dana sudbina naše Hrvatske bit će u vašim rukama. To je dan kad političari vama polažu račune i kad demokracija dobiva puni smisao. Stoga vas pozivam da pozorno pratite što sudionici izbora nude, kakvi su im programi i kako će se oni odraziti na vaš svakodnevni život u sljedeće četiri godine. | ” |
|   | |   |

 Unatoč nastojanjima da se broj izbjeglica smanji, do 20. listopada u Hrvatsku je ušlo 204.126 migranata. Stoga je, 11. listopada, u društvu Andrije Hebranga i Mate Granića posjetila Bapsku i prihvatni centar u Opatovcu, gdje je i razgovarala s ministrom unutarnjih poslova Rankom Ostojićem. Tijekom posjeta zahvalila je volonterima i ponovila da je važno surađivati sa Srbijom, Mađarskom i BiH: 
Dana 24. studenog od predsjednika Državnoga izbornog povjerenstva Branka Hrvatina primila je službene konačne rezultate izbora za Osmi saziv Hrvatskog sabora čime su ispunjeni uvjeti za konzultacije o mandataru Vlade. Prvi krug konzultacija na Pantovčaku održan je četvrtak, 26. studenoga. Budući da niti jedna koalicija nije skupila dovoljno potpisa, za drugi krug pregovora bio je određen 7. prosinca. Grabar-Kitarović je 27. studenog posjetila Sisak, gdje je obišla tvornicu "Siscia" te se potom družila sa stipendistima Biskupijske zaklade „Fra Bonifacije Ivan Pavletić“. U Zagrebu, 28. studenog, prilikom ostvaranja taekwondo natjecanja Jasterb kup 2015. uručen joj je crni pojas 9. dan. 2. prosinca posjetila je i Osijek, i proslavila Dan grada s Osječanima i Osječankama. Susrela se s intendantom, vodstvom i glumcima HNK Osijek te autorima najboljih hrvatskih drama Ivanom Šojat Kuči te Marijanom Gubinom. Uoči drugog kruga konzultacija za Osmi saziv Sabora obećale je Hrvatima da u njihovo ime štitim Ustav, demokratske vrijednosti i stabilnost ustavno-pravnog poretka i državnih institucija. Na tome ću ustrajati i nikome neću dopustiti da iz bilo kakvog partikularnog interesa ugrozi stabilnost države i demokratski poredak. Tijekom 9. i 10. prosinca boravila je u Slovačkoj na službenom posjetu, gdje se osim s domaćinom susrela s predsjednikom Parlamenta Pellegrinijem te predsjednikom Vlade Ficom. Zajedno s predsjednikom Kiskom te potpredsjednikom Vlade i ministrom vanjskih i europskih poslova Lajčákom otvorila je Slovačko-hrvatski gospodarski forum u Bratislavi, gdje je veliku pozornost pridodala Inicijativi tri mora. Susrela se i predstavnicima hrvatske nacionalne manjine u Slovačkoj, koja u Slovačkoj živi 400 godina, i s njima i zapjevala klapsku pjesmu. Zadnjeg dana posjeta, predsjednica je na Sveučilištu "Matej Bel" u Banskoj Bystrici primila počasni doktorat kao priznanje njezinom radu i postignućima, a posebno srednjoeuropskoj inicijativi spajanja Jadrana, Baltika i Crnog mora. Posjetila je i grad Trnavu gdje je obišla grobove Antuna Vrančića i sv. Marka Križevčanina.

## Primopredaja dužnosti
Točno u 12 sati 18. veljače 2020. Kolinda Grabar-Kitarović posljednji je put kao predsjednica Republike i vrhovna zapovjednica Oružanih snaga uz tihi prijavak na terasi Ureda na Pantovčaku pozdravila Počasno-zaštitnu bojnu i ušla u svečanu dvoranu u kojoj će Zoran Milanović prisegnuti kao 5. hrvatski predsjednik.
Nakon domjenka Grabar-Kitarović i Milanović otišli su u Kabinet predsjednice na primopredaju dužnosti.  Milanović je nakon toga kod glavnog ulaza Ureda ispratio Grabar-Kitarović koja odlazi s Pantovčaka.

## Članstvo u Međunarodnom olimpijskom odboru, 2020. godine
2020. godine postala je Kolinda Grabar-Kitarović članicom Međunarodnog olimpijskog odbora, kao četvrta osoba i prva žena iz Hrvatske od 1920. god. do danas.

## Privatni život
Rođena je 1968. godine u Rijeci, u obitelji oca Branka Grabara i majke Dubravke Grabar. Djetinjstvo je provela izvan Rijeke. Od 1996. godine u braku je sa sveučilišnim profesorom Jakovom Kitarovićem, koji je rodom i podrijetlom iz Šibenika, te je majka dvoje djece, Katarine i Luke Kitarovića.

## Priznanja
Međunarodnu nagradu Isa-beg Ishaković za 2015. godinu, gđi Kolindi Grabar Kitarović, u funkciji predsjednice Republike Hrvatske, dodjelio je 6. saziv Komiteta Međunarodne nagrade Isa-beg Ishaković, za zapaženu podršku Bosni i Hercegovini na putu euroatlantskih integracija.
Poljski predsjednik Andrzej Duda odlikovao ju je 2022. odličjem Bijeli orao.

## Filmografija

### Televizijske uloge
- "Dar mar" kao Kolinda Grabar-Kitarović, predsjednica Republike Hrvatske (2020.)

## Vanjske poveznice
- Kolinda Grabar-Kitarović, stranica o bivšoj predsjednici RH na službenim stranicama Predsjednika RH
- Kolinda.hr, službena stranica Ureda predsjednice Republike Hrvatske po prestanku obnašanja dužnosti
- mr. sc. Kolinda Grabar Kitarović ministrica vanjskih poslova i europskih integracija od 17. veljače 2005. do 12. siječnja 2008., biografija bivše ministrice vanjskih poslova pri MVEP
- MRS KOLINDA GRABAR-KITAROVIĆ, biografija na službenim stranicama Međunarodnog olimpijskog odbora
- Večernji.hr / VL Biografije: Kolinda Grabar Kitarović  Arhivirana inačica izvorne stranice od 18. veljače 2015. (Wayback Machine)
- Narod.hr – Kolinda Grabar Kitarović: poliglotkinja, diplomatkinja, predsjednica
- NATO: Kolinda Grabar-Kitarovic, Assistant Secretary General for Public Diplomacy (engl.) (životopis)
- Dnevnik.hr - Predsjednica o svojih prvih 100 dana predsjedničkog mandata
- viborc.com - Ocjene podrške radu predsjednice Grabar-Kitarović od početka mandata